# ArenaBowl III
Match précédent Match suivant
L'ArenaBowl III (ou ArenaBowl 89) est le troisième ArenaBowl de l'Arena Football League. 
Il oppose les no 2 des Gladiators de Pittsburgh au no 1 du Drive de Détroit. Ces deux équipes avaient terminé la saison avec un bilan de trois victoires pout une défaite, Detroit menant largement aux points inscrits, 147 pour 84 à Pittsburgh,
La victoire de Detroit constitue le troisième titre remporté par l'entraîneur principal du Drive, Tim Marcum, lequel, avant de rejoindre Détroit en 1988,  avait remporté l'ArenaBowl I de 1987 avec le Dynamite de Denver.
Détrit remporte le match 39 à 26 et devient la première équipe de l'histoire de l'Arena Football à remporter deux finales consécutives.

## Les équipes en présence
| Joueur          | Position |
| --------------- | -------- |
| Rodney Beachum  | OL/DL    |
| Brian Bergey    | WR/LB    |
| Novo Bojovic    | K        |
| Lynn Bradford   | FB/LB    |
| Everett Brown   | WR/DB    |
| Tony Burris     | QB       |
| Anthony Corvino | G-T      |
| Dwayne Dixon    | WR       |
| David Evans     | DB       |
| Joe Felton      | G        |
| Steve Griffin   | WR       |
| James Kmet      | OL/DL    |
| George LaFrance | OS       |
| Reggie Mathis   | LB       |
| Will McClay     | WR/LB    |
| Gary Mullen     | WR       |
| Greg Orton      | G        |
| Alvin Rettig    | FB/LB    |
| Jon Roehlk      | G        |
| Mike Trigg      | QB       |

| Joueur          | Position  |
| --------------- | --------- |
| Brian Allen     | WR/DB     |
| Aric Anderson   | LB        |
| Larry Barretta  | QB        |
| Fabray Collins  | LB        |
| Cecil Fletcher  | OL/DL, LB |
| Rusty Fricke    | K         |
| Brian Gardner   | WR/DB     |
| Rodney Garner   | OL/DL     |
| Jo Jo Heath     | DB        |
| Kim Johnson     | OL/DL     |
| Thomas Monroe   | WR/DB     |
| Mike Powell     | FB/LB     |
| Alvin Ross      | RB        |
| Cornelius Ross  | WR/DB     |
| Brad Smith      | OL/DL     |
| Donald Thompson | OL/DL     |
| Willie Totten   | QB        |
| Alvin Williams  | WR/DB     |

## Déroulement du match
| Temps           | Description des actions | Score DE-PI | Score DE-PI |
| --------------- | --- | ----------- | ----------- |
| 1er quart temps | |             |             |
| 13:53           | Safety sur le QB Willie Totten par l'OL-DL Reggie Mathis                                                                   | 02-0        |             |
| 07:25           | TD à la suite d’une course de 1 yard par le QB Tony Burris (PAT par le kicker Novo Bojovic)                                | 09-0        |             |
| 05:02           | FG de 55 yards par le kicker Rusty Fricke                                                                                  | 09-03       |             |
| 01:31           | TD à la suite d’une course de 17 yards par le FB-LB Lynn Bradford (PAT par Bojovic)                                        | 16-03       |             |
| 2e quart temps  | |             |             |
| 11:51           | FG de 50 yards par le kicker Novo Bojovic                                                                                  | 19-03       |             |
| 09:19           | FG de 30 yards par le kicker Rusty Fricke                                                                                  | 19-06       |             |
| 02:07           | TD à la suite d'une course de 2 yards par le FB-LB Lynn Bradford (PAT par le kicker Novo Bojovic)                          | 26-06       |             |
| 00:10           | TD à la suite d’une course de 2 yards par le FB-LB Mike Powell (échec de la conversion à 2 points par une passe)           | 26-12       |             |
| 3e quart emps   | |             |             |
| 14:18           | TD à la suite d’un retour de fumble sur 23 yards par le WR/DB Cornelius Ross (PAT par le kicker Rusty Fricke)              | 26-19       |             |
| 07:55           | TD de 19 yards par l'OS George LaFrance à la suite d’une passe du QB Tony Burris (échec du PAT par le kicker Novo Bojovic) | 32-19       |             |
| 06:07           | TD de 19 yards par le WR/DB Gary Mullen à la suite d’une passe d QB Tony Burris (PAT par le kicker Novo Bojovic)           | 39-19       |             |
| 01:04           | TD de 19 yards par WR-DB Brian Gardner à la suite d’une passe du QB Willie Totten (PAT par le kicker Rusty Fricke)         | 39-26       |             |

## Statistiques par équipe
| Données                                     | Pitsburgh | Détroit |
| ------------------------------------------- | --------- | ------- |
| 1er Down                                    | 8         | 13      |
| Conversion de 3e Down                       | 5/15      | 3/5     |
| Conversion de 4e Down                       | 0/0       | 0/0     |
| Yards à la course                           | 3         | 50      |
| Yards à la passe                            | 149       | 176     |
| Fumbles/perdus                              | 2/2       | 1/1     |
| Yards gagné à la suite d'un fumble retourné | 23        | 0       |
| Pénalités/Yards                             | 5/25      | 5/22    |
| Temps de possession                         | 29:17     | 30:43   |